# ソーサリアン
『ソーサリアン』 (SORCERIAN) は、1987年12月20日に日本ファルコムから発売されたPC-8801mkIISR用アクションロールプレイングゲーム。
同社の『ドラゴンスレイヤーシリーズ』第5作目。主人公の「ソーサリアン」と呼ばれるキャラクター達を操作し、魔法と武力のみが支配する世界で自らの力を試すために危険な冒険を行うことを目的としている。最大の特徴であるゲーム本体と独立し追加可能なシナリオと拡張性のあるシステムにより、多数の追加シナリオが発売された。
開発も日本ファルコムが行っている。プロデューサーは『ザナドゥ』（1985年）や『イースI』（1987年）を手掛けた加藤正幸、ゲーム・デザインおよびプログラムは『ドラゴンスレイヤー』（1984年）を手掛けた木屋善夫。シナリオは五十嵐哲也、富一成、山根ともお、都築和彦。音楽は古代祐三、石川三恵子、竹林令子、永田英哉。イラストは小林誠が担当している。
1988年にPC-9801やX1turboなどの日本国産パソコン各機種に移植された他、1990年にはメガドライブおよびPC/AT互換機、1991年にMSX2、1992年にPCエンジンSUPER CD-ROM2など家庭用ゲーム機や日本国外のパソコン機種にも移植された。その他、2003年から2006年にかけて携帯電話ゲームとしても配信された。リメイク版としてはWindows用ソフト『ソーサリアンフォーエバー』（1997年）やドリームキャスト用ソフト『ソーサリアン〜七星魔法の使徒〜』（2000年）、携帯電話ゲーム『アドバンスド ソーサリアン』（2007年）など、派生作も含めて多くの機種に移植された。

## ゲーム内容

### システム
ゲーム中のメイン画面はサイドビューの左右任意スクロールになっている。最大4人のプレイヤーキャラクター（後述）でパーティを組み、武器や魔法で敵を倒しつつ、ジャンプで障害物や迷路を乗り越え、様々なトラップや謎を解きつつ各シナリオクリアを目指す。
本作の特徴は「自由度の高さ」である。それ故に難易度もまた高いため、後に発売されたリメイク版のシリーズは、よりシナリオを楽しむための要素を高めてゲームシステムの見直しが図られている。

### プレイヤーキャラクター
最初に行われるのがプレイヤーが操るキャラクターの創造である。戦士、魔法使い、ドワーフ、エルフの4種類のクラス（「職業」は本作ではまったく違う意味を持つ。後述）にそれぞれ男女があり、クラスと性別で初期能力値に差異がある。装備可能な品も戦士・ドワーフと魔法使い・エルフとで分かれている。
キャラクターの能力値は、以下の7種類がある。能力値はペンタウァの街の道場で修行することで5ずつ増加させられる他、冒険に出なかった時の職業による増減、冒険に出た時の行動による増減、老年期に達して以降の減少などで変化する。能力値の上下限はレベルによって決定され、最大で±50（88SR版のVer1.0では±45）である。ただし装備品に掛かった星による能力値の上昇分は、上限を超えることができる。なお、HPとMPも基本的にレベルによって決定され（世代交代させていると先代の半分が引き継がれて高めになる）、種族・性別・能力値の影響は受けない。
STR
STRength：強さ。武器攻撃の威力に影響する。0以下だと武器攻撃ができない。
INT
INTelligence：知力。魔法攻撃の威力に影響する。0以下だと魔法を使うことができない。
PRT
PRoTection：物理防御。受けるダメージに影響する。
MGR
MaGic Resistance：魔法防御。受けるダメージに影響する。
VIT
VITality：体力。低いと高レベルのシナリオで扉を開けることができない。98/X1turbo/88VA版ではダッシュの持続時間にも影響する。
DEX
DEXtelity：器用。敵と自分の攻撃タイミングや、トラップ回避に影響する。
KRM
KaRMa：魅力。アイテムの価格、装備品に星をかける際の所要期間、レベルアップに必要な経験値、各職業の年収などに影響する。
また、キャラクターは以下の技能を身につけることができる。
アイテム
冒険を終えた時に持ち帰ったアイテムを鑑定し、装備品としての種類、かかっている星、使える魔法を知ることができる。
トラップ
トラップに遭遇した時、事前にトラップの種類を知ることができると同時に、トラップの回避率が向上する。
モンスター
画面内に登場しているモンスターの名前と特徴、ものによっては弱点やシナリオ上のヒントを知ることができる。
ハーブ
薬を使用した時、その薬を調合するのに必要なハーブを持っていれば、自動的に薬を補充できる。
星
Windows版以降で追加された技能。装備品に魔法をかけてもらう時に現在の星の掛かり方を確認できる。

### 職業
キャラクターは冒険者であると同時に、冒険に出ていないときは別の職業を持っている（そのため他作品では「職業」と呼ばれることがあるキャラクタークラスは、本作では職業と明確に区別される）。職業は60種類あり、クラス、性別、年齢、能力値によって就ける職業に制限がある。加齢や能力値の変化で就業条件に合わなくなった場合は解雇される。
パーティーを組んでいる時やペンタウァの町の道場で修行をしている時を除き、1年が経過した時に職業に応じて経験値・所持金が増加し、能力値が変化する。また、特定のクラスや性別、年齢、職業を持ったキャラクターがいなければプレイ・クリアできないシナリオも存在する。

### ペンタウァの町
冒険の拠点となるのはペンタウァと呼ばれる町である。以下の施設が利用できる。
武器と防具の店 (BOB GUILD)
売られているのは星がかかっていないシンプルな装備品だが、魔法使い・エルフ用の装備は初歩的な魔法が使えるようになっている（88SR版のVer1.0では何も使えない）。
魔法使いの家 (ESTHERS CABIN)
魔法使いエスターの店。装備品に星をかけてもらう（後述）、冒険中にかかった呪いを解いてもらう、冒険中に死亡したキャラクターを蘇らせてもらうことができる。装備品に魔法をかけるには数年間預ける必要があるが、規定の期間が経過する前でも返却してもらうことが可能（星はかかっているが魔法の力が引き出されていない状態になる）。死者の蘇生は、死亡してから時間が経過していると成功率が下がり、成功しても副作用が発生することがある。
薬屋 (CHEMISTS SHOP)
冒険中に入手したハーブを渡して薬を調合してもらうことができる。ハーブの組み合わせで31種類が調合可能だが、そのうち8種類はハーブなしでも買うことができる。
寺院 (ORDERS TEMPLE)
懺悔をする、祈りを捧げる、死者を蘇らせる、20GOLDを寄付することができる。寺院による死者蘇生は魔法使いの家での蘇生と異なり、蘇生可能なキャラクターに条件があるが、条件を満たしていれば費用なし・副作用なし・成功率100%で蘇生できる。
長老の家 (ELDER PREMISES)
装備品にかかっている星の数や使える魔法を調べてもらえる。かかっている星と使える魔法が異なっている場合、星に合わせた魔法の力を引き出してもらうこともできる。また、星の組み合わせと使える魔法の対応をランダムに教えてもらえる。
城の謁見室 (AUDIENCE ROOM)
次のレベルへ上がるために必要な経験値を教えてもらえる。充分な経験値が貯まっている時は、レベルアップさせてもらえる。88SR版のVer1.0ではレベルアップ時に余った経験値は切り捨てられるが、Ver1.1ではレベルを2以上一気に上げることができる。
道場 (TRIAL FIELD)
能力値を上昇させるための修行や、技能を身につけるための修行を行うことができる。

### 星と魔法
本作には火星、水星、木星、月、太陽、金星、土星の魔法7要素があり、武器や防具にこれらの要素を掛け合わせることで魔法効果を生み出せるようになる。星の魔力はペンタウァの町の魔法使いエスターに1つずつ掛けて貰える他、冒険中に手に入れるアイテムでは最初からいくつかの星が掛かっていることがある。この掛け合わせのパターンが非常に膨大であり、120種類の魔法がある。さらに、一部の魔法は星の数を2倍掛けすることにより、効果を強化することができる。
エスターに星を掛けて貰う時、もともと掛かっている星との間で干渉が発生し、一定の法則で星が変化したり消えたりする。そのため、通常の掛け合わせ方法では絶対に完成できず、冒険中に手に入れるアイテムかユーティリティの魔法屋でのみ使用可能な魔法も存在する。また、掛かっている星と使える魔法とは別々に管理されているため、「星はかかっているが何の魔法も使えない」「星はかかっていないが魔法が使える」「かかっている星の組み合わせとは無関係な魔法が使える」というアイテムも存在する。ペンタウァの町の長老に依頼すると、星に対応した魔法の力を引き出してもらうことができる。後発の追加シナリオでは、別管理であることを利用して新種の魔法が使えるアイテムが登場するものがある。
星が掛かっているアイテムを装備すると、星に対応した能力値が上昇する。そのため、INTが低く魔法を使えないキャラクターであっても、星がかかった装備を持つことには意味がある。

### 年齢と寿命
プレイヤーキャラクターには年齢の概念があり、シナリオをクリアするために冒険に出たり、町で仕事をしつつ技能パラメーターを磨いていたりするだけでも加齢する。年齢によってキャラクターグラフィックが青年期、壮年期、老年期と変化する。戦士・魔法使いは60歳、ドワーフは100歳、エルフは200歳で老年期に達する。老年期に達したキャラクターは毎年ランダムに能力が低下し、寿命に達すると老衰で死亡する。老衰で死亡した後は、キャラクターの能力をわずかに受け継いだ子孫キャラクターを作成することができる。
結果的に老衰・寿命という概念が「プレイヤーキャラクターを育てる」楽しみを阻害してしまうことになり、大半の上級者プレイヤーが隠し技による「不老不死化」を行った。なお、後発の追加シナリオでは不老不死キャラクターへのペナルティが存在するものもある。

### シナリオシステム
本作では、シナリオは外部データの読み込みという形を採っている。「シナリオの数だけ世界がある」という謳い文句どおり、そのバリエーションは多岐に渡っており、ボスを倒して宝物を手に入れる王道的なシナリオ、ボスとの戦闘が回避可能でボスを倒すことは寄り道でしかないシナリオ、推理小説的なトリック解決を目的としたシナリオ、複数のシナリオを連続してクリアしていくキャンペーンシナリオ集などが用意されている。
敵を倒して成長し、より強大な敵に立ち向かい、最終的に悪の大ボスを退治するという、本作の発売当時のコンピュータRPGで一般的な要素を取り払い、シナリオをプレイする楽しみに重点をおいており、冒険の最中に成長することはなく、冒険終了後にシナリオの難易度によって経験が加算されキャラクターは成長していくという、むしろTRPGに近いシステムになっている。冒険中でも画面内で雑魚敵を全滅させるとわずかながら経験点が得られ、ボスを倒すとまとまった経験点が得られるが、いずれにせよ成長は冒険後にしか行えない。
なお、本作にも一応はラストボスと呼べる敵「キングドラゴン」があり、倒すとエンディングになるが、ドラゴンと戦うこと及びエンディングを見ることはゲームの最終目標になっていない。

## 他機種版
| No. | タイトル                                 | 発売日              | 対応機種                        | 開発元                                      | 発売元                   | メディア                              | 型式                          | 備考 |
| --- | ---------------------------------------- | ------------------- | ------------------------------- | ------------------------------------------- | ------------------------ | ------------------------------------- | ----------------------------- | --- |
| 1   | ソーサリアン                             | 1988年3月25日       | PC-9801シリーズ                 | 日本ファルコム                              | 日本ファルコム           | 5/3.5インチフロッピーディスク         | NHNW11008                     | |
| 2   | ソーサリアン                             | 1988年5月20日       | X1turbo                         | 日本ファルコム                              | 日本ファルコム           | 5インチフロッピーディスク             | SJNW11002                     | |
| 3   | ソーサリアン                             | 1988年6月17日       | PC-88VAシリーズ                 | 日本ファルコム                              | 日本ファルコム           | 5インチフロッピーディスク             | NINW12002                     | |
| 4   | ソーサリアン                             | 1990年2月24日       | メガドライブ                    | セガ第二研究開発部                          | セガ                     | 4メガビットロムカセット               | G-4504                        | |
| 5   | ソーサリアン                             | 1990年 1990年4月1日 | PC/AT互換機                     | 日本ファルコム                              | シエラ・オンライン       | 5/3.5インチフロッピーディスク         | -                             | |
| 6   | ソーサリアン                             | 1991年8月10日       | MSX2                            | ティールハイト                              | TAKERU ブラザー工業      | 3.5インチフロッピーディスク           | -                             | |
| 7   | ソーサリアン                             | 1992年7月17日       | PCエンジンSUPER CD-ROM2         | ペガサス・ジャパン エグゼコデベロップメント | ビクター音楽産業         | CD-ROM                                | JCCD1005                      | |
| 8   | ソーサリアンForever                      | 1997年6月           | Windows                         | 日本ファルコム                              | 日本ファルコム           | CD-ROM                                | -                             | |
| 9   | ソーサリアン 七星魔法の使徒              | 2000年4月27日       | ドリームキャスト                | エグゼクリエイト メディアジャグラー         | ビクターインタラクティブ | GD-ROM                                | T-9102M（初回限定版） T-9102M | |
| 10  | ソーサリアンオリジナル                   | 2000年11月9日       | Windows                         | 日本ファルコム                              | 日本ファルコム           | CD-ROM                                | -                             | |
| 11  | ソーサリアン                             | 2003年6月下旬       | 504i専用 （iアプリ）            | ジー・モード                                | ジー・モード             | ダウンロード (R.P.G-mode)             | -                             | 追加シナリオ「ユニコーンの森」は2004年3月15日配信                                                                             |
| 12  | ソーサリアン                             | 2004年2月2日        | ボーダフォンライブ! （Vアプリ） | ジー・モード                                | ジー・モード             | ダウンロード （RPG・アドベンチャー）  | -                             | 追加シナリオ「氷の洞窟」は2004年4月1日配信 追加シナリオ「暗黒の魔道士」「囚われた魔法使い」「盗賊たちの塔」は2004年8月2日配信 |
| 13  | ソーサリアン                             | 2006年末            | BREW対応端末 （EZアプリ）       | ジー・モード                                | ジー・モード             | ダウンロード                          | -                             | |
| 14  | アドバンスド ソーサリアン                | 2007年3月12日       | iアプリ                         | ジー・モード                                | ジー・モード             | ダウンロード (R.P.G-mode)             | -                             | リメイク版 |
| 15  | ソーサリアン                             | 2008年9月16日       | Wii                             | セガ                                        | セガ                     | ダウンロード （バーチャルコンソール） | -                             | メガドライブ版の移植 |
| 16  | ソーサリアン・コンプリート               | 2010年9月30日       | Windows                         | 日本ファルコム                              | D4エンタープライズ       | CD-ROM3枚組 （プロジェクトEGG）       | -                             | PC-9801版の移植 |
| 17  | ソーサリアン for iOS                     | 2012年2月23日       | iPhone (iOS)                    | アエリア                                    | アエリア                 | ダウンロード                          | -                             | |
| 18  | ソーサリアン                             | 2014年9月9日        | Windows                         | 日本ファルコム                              | D4エンタープライズ       | ダウンロード （プロジェクトEGG）      | -                             | X1版の移植 |
| 19  | G-MODEアーカイブス30 ソーサリアン        | 2021年2月18日       | Nintendo Switch                 | ジー・モード                                | ジー・モード             | ダウンロード                          | -                             | アプリ版の移植 『アドバンスド ソーサリアン』を移植                                                                            |
| 20  | ソーサリアン                             | 2022年10月27日      | メガドライブ ミニ2              | エムツー                                    | セガ                     | プリインストール                      | -                             | メガドライブ版の移植 |
| 21  | EGGコンソール ソーサリアン PC-8801mkIISR | 2024年6月13日       | Nintendo Switch                 | 日本ファルコム                              | D4エンタープライズ       | ダウンロード                          | -                             | PC-8801mkIISR版の移植 |

### 初期作品群
PC-8801mkIISR以降版
最も基本となったソーサリアン。発売時期によってVer1.0と、システムを改良およびバグフィックスしたVer1.1がある。特に「二段ジャンプ」の仕様が最大の変更点で、Ver1.1ではキーを二回入れなくてもよくなった。他機種版ではすべてVer1.1に準拠している。BGMは88SRの標準音源であるOPN（FM音源モノラル3音+SSG音源モノラル3音）で演奏され、サウンドボードII（OPNA、FM音源ステレオ6音+SSG音源モノラル3音+ADPCM音源ステレオ1音+PCMリズム音源ステレオ6音）には未対応。動作クロック8MHzと4MHzではエンディング背景の星などの表示が変わる。88VAのV2モードではCRTCの非互換性のため動作しない（PC-98Do/Do+の88モードでは問題なく動作する）。
PC-9801F/U以降版
「忙しい98ユーザーのために」という名の下に、冒険中のセーブやスピード変更が可能になった。また、SHIFTキーを押しながら移動することでダッシュが可能になった。一部のシナリオでマップやストーリー展開の変更、アイテムの追加などが行われた。BGMも一部変更されており、特にシナリオクリア時に共通のBGMが鳴る様になった（そのため、88SR版では一部シナリオで個別に存在したクリアBGMが共通曲に置き換えられている）。当時発売されていたPC-9800シリーズの多くは標準でサウンドボードを搭載していなかったため、OPNのBGMの他にBEEP音によるBGMも用意されている。なお、シナリオ内容の変更は追加シナリオVol.1まで行われており、戦国ソーサリアン以降は全機種ほぼ同等の内容である。
X1turbo版
88SR版をベースに移植されているが、シナリオ内容は98版と同じになっている。冒険中のセーブやスピード変更はできないが、ダッシュはテンキー押しっぱなしでできる。エンディングや各種グラフィックスが専用のものに置き換えられている。BGMも98版と同様で、かつ『氷の洞窟』の「エキム」が追加された一方、『不老長寿の水』の「動く心臓」は削除された。BGMはX1シリーズの標準音源であるPSG音源モノラル3音だけで演奏されるが、FM音源ボードCZ-8BS1（OPM、FM音源ステレオ8音、ただし6音のみ使用）に対応しており、FM音源ボードを増設あるいは標準搭載した機種ではFM音源ステレオ6音+PSG音源モノラル3音にグレードアップされたBGMが演奏される。FM音源ボードを搭載していても、2キーを押しながら起動するとPSG音源のみのBGMになる。
PC-88VA版
98版をベースに移植されており、冒険中セーブ、スピード変更、SHIFTキーによるダッシュも同様である。シナリオも98版準拠だが、更に『呪われたクィーンマリー号』（88SR版・98版は同一内容）が唯一完全版で収録されている。BGMはX1turbo版と同様で、サウンドボードIIを増設または標準搭載した機種ではOPNA（FM音源ステレオ6音+SSG音源モノラル3音、ADPCMとPCMリズムは使用しない）でBGMが演奏され、未増設の機種では88SR版・98版と同等のOPN（FM音源モノラル3音+SSG音源モノラル3音）でBGMが演奏される。サウンドボード2を搭載していても、F1キーを押しながら起動するとOPN相当のBGMになる。
MSX2版
MSX・FAN誌の移植希望コーナーでの人気を受けて、88SR版Ver1.1をベースに移植。MSXturboRの高速モードに対応している一方、MSX2では動作速度にやや問題があり快適とは言いがたい。画面表示やシステムに一部バグが残っているなどゲーム性に難がある。横256ドット・16色の低解像度モードを使用し、マップパーツは横6ドット・縦8ドットで描き直されている。BGMは88SR版と同じ曲が使用され（ただし一部は98版と同様のアレンジが加わっている）、MSX2の標準音源であるPSG音源モノラル3音で演奏されるが、FM-PAC / MSX-MUSIC（OPLL、2オペレータFM音源モノラル9音、ただし6音のみ使用）に対応しており、FM-PACを増設あるいはMSX-MUSICを標準搭載した機種ではFM音源6音+PSG音源3音で演奏される。
PC/AT互換機版
海外で発売された移植版。98版がベースになっている。4色表示。MIDI対応。
| 機種                                    | 88SR版 (Ver1.0)           | 88SR版 (Ver1.1) | 98版              | X1turbo版              | 88VA版                                     | MSX2版         | PC/AT互換機版     |
| --------------------------------------- | ------------------------- | --------------- | ----------------- | ---------------------- | ------------------------------------------ | -------------- | ----------------- |
| プレイヤーキャラクターの 顔グラフィック | なし                      | なし            | あり              | なし                   | あり                                       | なし           | あり              |
| ペンタウァの街での 所持金表示           | なし                      | あり            | あり              | あり                   | あり                                       | あり           | あり              |
| レベルアップ時の残EXP                   | 切り捨て                  | 持ち越し        | 持ち越し          | 持ち越し               | 持ち越し                                   | 持ち越し       | 持ち越し          |
| 魔法使い/エルフ用 初期装備で使える魔法  | なし                      | FLAME           | FLAME SHIELD HEAL | FLAME                  | FLAME SHIELD HEAL                          | FLAME          | FLAME SHIELD HEAL |
| 道場での修行期間                        | 3年（能力値） 5年（技能） | 2年             | 2年               | 2年                    | 2年                                        | 2年            | 2年               |
| 能力値の上下限                          | ±45                       | ±50             | ±50               | ±50                    | ±50                                        | ±50            | ±50               |
| 基本シナリオの内容                      | 88SR版タイプ              | 88SR版タイプ    | 98版タイプ        | 98版タイプ             | 98版タイプ+ 呪われたクィーンマリー号完全版 | 88SR版タイプ   | 98版タイプ        |
| 二段ジャンプ                            | キー2回入力               | キー1回入力     | キー1回入力       | キー1回入力            | キー1回入力                                | キー1回入力    | キー1回入力       |
| ゲームスピード調整                      | なし                      | なし            | あり              | なし                   | あり                                       | なし           | あり              |
| ダッシュ                                | なし                      | なし            | SHIFTキー         | キー押しっぱなし       | SHIFTキー                                  | なし           | SHIFTキー         |
| 冒険中セーブ                            | なし                      | なし            | あり              | なし                   | あり                                       | なし           | あり              |
| エンディンググラフィック                | なし                      | なし            | なし              | あり                   | なし                                       | なし           | なし              |
| BGMの音源構成 （標準音源）              | 4op.FM×3 SSG×3            | 4op.FM×3 SSG×3  | BEEP              | PSG×3                  | 4op.FM×3 SSG×3                             | PSG×3          | BEEP              |
| BGMの音源構成 （拡張音源）              | -                         | -               | 4op.FM×3 SSG×3    | 4op.FMステレオ×6 PSG×3 | 4op.FMステレオ×6 SSG×3                     | 2op.FM×6 PSG×3 | （複数対応）      |
| シナリオクリアBGM                       | 個別曲                    | 個別曲          | 共通曲            | 共通曲                 | 共通曲                                     | 個別曲         | 特殊              |

### アレンジバージョン
メガドライブ版
セガ制作。初めて家庭用に移植されたもの。10シナリオ全てオリジナルシナリオで、魔法や職業の種類にも若干の変更が加えられている。2008年9月にWiiのバーチャルコンソール用ソフトとしてダウンロード配信が開始され、これを記念してメガドライブ版初のサウンドトラックCDがセガストア通販限定アイテムとして発売決定した。また、2022年に発売されたメガドライブ ミニ2にも収録されている。
メガドライブミニ2に収録されたものは、一部職業の名称が変更されている（農夫→農民、乞食→無職、看護婦→ナース、産婆→助産師など）。
PCエンジン版
ビクター音楽産業制作。全10シナリオ中、3つがオリジナルシナリオ。各種メッセージが全て漢字混じり表示になっている。SUPER CD-ROM2で発売されており、BGMは一部を除きCD音源のアレンジバージョンになっている。なお、CD音源アレンジを担当したのは、アニメや映画の劇伴で有名な川井憲次である。ペンタウァ王役の阪脩をはじめとした声優によるボイスもオープニングなど一部で使用されている。
ドリームキャスト版
エグゼクリエイト／メディアジャグラー制作。ビクターインタラクティブソフトウェア発売。全15シナリオ中10本はベースとなっているパソコンの基本シナリオから選出したもので、5つがDC版だけのオリジナルシナリオとなる。その中のひとつである『太陽の神殿』は日本ファルコムから発売された同名アドベンチャーゲームが元になっている。ゲーム画面が3Dで描画されており、一部システムに変更がある。キャラクターメイキングには4種族、60種類の職業が用意されている。
Windows版『ソーサリアンフォーエバー』
Windowsリメイク第一弾。5本のオリジナルシナリオで構成されている。ペンタウァの町に魔法学院が追加されている。FLYの薬がない。職業の乞食がない。音楽は独自に作られたものと、新アレンジになったもの（オープニングなど）が採用されている。MIDI対応。
Windows版『ソーサリアンオリジナル』
Windowsリメイク第二弾。初期作品群の15本のシナリオ（98版ベース）に、上記ソーサリアンフォーエバーのオリジナルシナリオを足した20本で構成されている。システムはソーサリアンフォーエバーをベースにしており、フォーエバーで育てたキャラクターをオリジナルに移行することができる。
音楽は、オリジナルの中でX1turbo版と88VA版をブレンドする形で、FM音源+SSG音源をそのまま使っている。メディアにはWAVEファイルで収録されているため、サウンドトラックとしても楽しむことができる。また、98版で差し替えられたシナリオクリアBGM（消えた王様の杖等）は88SR版のものをアレンジして使われている。
初期作品のシナリオと比較して「暗き沼の魔法使いの迷路が簡単になった」「隠しアイテムがシナリオクリア前に発見できる」等の違いがある。
キャラクターのグラフィックが一新され、特定のスキルを取得できるようになった。
2005年10月にはソースネクストから廉価版が発売されている。
iアプリ版
ジー・モード制作。初期作品群の15本のシナリオから「ロマンシア」が削除され、チュートリアルのオリジナルシナリオ「少女の髪飾り」が追加されている。のちに、オリジナルシナリオ「ユニコーンの森」が追加された。504iシリーズ向け。
S!アプリ版
ジー・モード制作。iアプリ版とほぼ同内容。
iアプリ版『アドバンスド ソーサリアン』
iアプリ版を900iシリーズ向けにリニューアルし、「戦国ソーサリアン」「ピラミッド・ソーサリアン」を加えたもの。2012年3月26日サービス終了。
2021年2月18日には『G-MODEアーカイブス30 ソーサリアン』としてNintendo Switchに移植された。
Windows版『ソーサリアン・コンプリート』
プロジェクトEGG制作。
初期作品群（98版）の移植作品。Windows版では唯一初期作品群の追加シナリオがプレイ可能。
iOS版
アエリア制作。
ソーサリアンオリジナルをベースに移植した作品で、ユーザーインターフェースをiPhoneやiPadのタッチパネル操作向けに最適化を行っている。またiOSのソーシャルゲームサービスGame Centerでのランキング機能や、Twitter・Facebookとの連動機能も搭載している。追加課金制で、確実な蘇生（復活の儀式は成功・失敗にかかわらず強制セーブ）、キャラクター枠の追加などは別途料金となっている。シナリオは初期作品群の15本のうち5本が収録されており、残りの10本は追加シナリオとして有料配信予定となっている。
なお、iOS 7以降には対応していない為に、iPhone 5s/5c以降に発売されたiOS搭載端末での動作保証はない。
2012年2月23日サービス開始、2016年8月15日サービス終了。サービス終了後もオンライン機能以外は利用可能だが、32bitアプリへの対応を終了したiOS 11以降にアップデートするとプレイできなくなる。

### その他
X68000
ユーザーによる非公式の移植版があり、88SR版か98版のゲームディスクを使用してソフトを作成するプログラムがパソコン通信を通じて配布された。
FM77AV
移植が検討されていたが、中止となった。

## スタッフ

### パソコン版
日本ファルコムのメンバーと外注による。
- シナリオライター：五十嵐哲也、富一成、山根ともお、都築和彦
- ゲームデザイン、プログラム：木屋善夫
- 音楽：古代祐三、石川三恵子、竹林令子、永田英哉
- グラフィック：山根ともお、都築和彦、古代彩乃、大浦孝浩、佐藤善美
- マニュアル執筆：深沢美潮、マーク矢崎、福田英幸
- イラストレーション：小林誠
- プロデュース：加藤正幸

### メガドライブ版
- プログラム：KAMIKAMI、SI-EXTRA、LUNARIAN（新谷憲司）
- シナリオライター：GAMER MIKI（森本三樹）、L.C.（津川一吉）、JUDY TOTOYA（山口恭史）、BO（上保徳彦）
- 音楽：BO（上保徳彦）、JIMITA（久保田浩）
- ゲーム・デザイン：JUDY TOTOYA（山口恭史）、L.C.（津川一吉）、CHIE SAMA（吉田千恵）、PHENIX RIE（小玉理恵子）、CHOKO（川口貴子）
- マニュアル執筆：MAD HATTER、FUSEN HAMSUTA
- イラストレーション：米田仁士

### PCエンジン版
- 原作：石井達也、久礼深雪
- サウンド・プロデューサー：川井憲次
- キャラクター・デザイン：鏡泰裕
- グラフィック：菅原浩、宮崎さゆり、今井知裕、竹谷直志（蟹プロダクション）、竹谷洋子（蟹プロダクション）
- サウンド：川井憲次、奈雲美徳、藤原保
- エンジニア（ミュージック）：渡辺省二郎
- ミュージック・コーディネーター：大竹茂（デイブレイク）
- チーフ・プログラマー：大隈浩昭
- プログラマー：上村明、岩佐吉只
- パッケージ・マニュアルデザイン：松岡恵津子、COMIX BRAND
- スーパーバイザー：小森治信
- エグゼクティブ・プロデューサー：本多慧
- 制作協力：岩沢慶明、井上美由紀、篠原美由紀、株式会社ペガサス・ジャパン、ダットジャパン販売株式会社、株式会社エグゼコデベロップメント、青二プロダクション
- 管理：よしおかまさる

## 評価
神谷英樹は2008年、自身の作品に影響を与えた1つでお気に入りのゲームとして本作を挙げた。プラチナゲームズのスケイルバウンドの制作中、神谷は『ハイドライド3』と『ソーサリアン』にインスピレーションを受け、本作のファンタジーのテーマである「巨大な怪物」「さまざなシナリオ」「広い可能性」「沢山の冒険」、ボスのヒドラのような敵や「多くの素晴らしいのドラゴン」の影響があるとした。
メガドライブ版
- ゲーム誌『ファミコン通信』の「クロスレビュー」では合計27点、『メガドライブFAN』の読者投票による「ゲーム通信簿」での評価は以下の通りとなっており、21.73点（満30点）となっている。また、同雑誌1993年7月号特別付録の「メガドライブ&ゲームギア オールカタログ'93」では、「10本あるシナリオを、好きな順番でクリアしていくオムニバス形式のシステムを取っているのが特徴」と紹介されている。

| 項目 | キャラクタ | 音楽 | 操作性 | 熱中度 | お買得度 | オリジナリティ | 総合  |
| 得点 | 3.60       | 3.81 | 3.21   | 3.69   | 3.57     | 3.85           | 21.73 |
- ゲーム誌『BEEP!メガドライブ』の「BEメガ・ドッグレース」では8、5、6、9の合計28点（満40点）となっている。レビュアーのキック内藤はグラフィックのセンスの良さに妙にそそられて音色のせいか音楽もバッチリ、親切機能満載なのもいいが頭を使う必要があるゲームで子供には注意を促し、OLIX光治は移植作だが独特のPC臭もそっくりでMDの高性能マシンならではの改良が欲しく残念とし、改造人間INOは出来がいいと思うがPC版を持っているなら買う必要はないレベルとし、ジャムおじさんは期待された出来で最初は慣れるまで苦労するかもしれないが病み付きになるのは間違いないとした。
- ゲーム本『メガドライブ大全』（2004年、太田出版）では、「素晴らしいBGMには耳が洗われる想い」と音楽面に関して肯定的な評価を下している。

PC/AT互換機版
『Computer Gaming World』はPC DOS版のレビューで「面白いフィーチャー」あることを指摘、ゲームの多くはミニクエストへ分けられていることを気に入り、「通常の長い冒険の代わりに、15の別々のミニクエストがある」と述べて「一定の多様性がある」とした。だが魔法のシステムを嫌い、「アクションスタイルはアーケード風で、これは日本のゲームの典型であり、一部のプレイヤーはこれを不快に感じるだろう」と言いつつ「これはただのハックアンドスラッシュではなく、途中で解く必要のあるパズルがある」と書いた。同誌は本作を「アーケード」アクションに慣れているプレイヤーには「気分転換に良い」と結論付けた。
PCエンジン版
- ゲーム誌『ファミコン通信』の「クロスレビュー」では、7・7・6・6の合計26点、『月刊PCエンジン』では75・75・85・70・75の平均76点（満100点）、『マル勝PCエンジン』では5・7・7・4の合計23点（満40点）、『PC Engine FAN』の読者投票による「ゲーム通信簿」での評価は以下の通りとなっており、22.65点（満30点）となっている。また、この得点はPCエンジン全ソフトの中で111位（485本中、1993年時点）となっている。

| 項目 | キャラクタ | 音楽 | 操作性 | 熱中度 | お買得度 | オリジナリティ | 総合  |
| 得点 | 3.82       | 4.18 | 3.68   | 3.65   | 3.24     | 4.09           | 22.65 |
- ゲーム本『懐かしゲーム機大百科 PCエンジン完全ガイド 1987-1999』では、自由度や拡張性の高さを指摘し「名作ロールプレイングゲーム」であると称賛した。また、トリックを暴くミステリー仕立てのシナリオがある点に触れた上で「やり込み要素も高い」と称賛した。

## 追加シナリオ集・ユーティリティ
追加シナリオVol.1（88SR、98、X1turbo、88VA）
日本ファルコム制作。基本シナリオと同様に、各自独立したシナリオを5本収録。一部シナリオに機種別の変更点があることも同様。一方でBGMは音源の違いを除いて全機種共通になり、88SR版でもシナリオクリア時には共通BGM（基本シナリオとは異なる新曲）が演奏される。
Utillity VOL.1（88SR、98、X1turbo、88VA）
日本ファルコム制作。特殊なアイテムを売買する道具屋、星ではなく魔法を直接かける魔法屋、キャラクターやアイテムの名前を変更するエディタ、他機種版のBGMを聴くミュージックモード、ソーサリアンクイズ、すごろくゲーム「ミニミニソーサリアン」、ファンページなど。追加シナリオVol.1と同時発売。
MSX2版は発売されなかったが、「戦国ソーサリアン」にコンテンツの一部が収録されている。
追加シナリオVol.2「戦国ソーサリアン」（88SR、98、X1turbo、88VA、MSX2）
日本ファルコム制作。MSX2版はティールハイトが移植、ソフトベンダーTAKERU / ブラザー工業より発売。本作以降、88SR版とX1版はディスク2枚組、MSX2版はディスク3枚組になっている。
日本の戦国時代（野田城の戦い - 島原の乱）を舞台にした、ソーサリアン初のキャンペーンシナリオ。全5本（武田信玄の章、織田信長の章、豊臣秀吉の章、真田幸村の章、徳川家康の章）で、必ず武田信玄の章から順番にプレイする必要がある。本シナリオより状態異常を引き起こすボスキャラが登場し、ボス戦が難しくなった（阿修羅の毒槍、鵺の石化弾など）。
追加シナリオVol.3「ピラミッドソーサリアン」（88SR、98、X1turbo、88VA、MSX2）
日本ファルコム制作。MSX2版はティールハイトが移植、ソフトベンダーTAKERU / ブラザー工業より発売。
古代エジプト風の島を舞台にした、全5本のキャンペーンシナリオ。システム拡張のため、ユーティリティから起動する形になる。前作より更にボス戦がシビアになり、高ヒットポイントのキャラクターでも簡単に死亡するような状況になる。
新シナリオVol.1「宇宙からの訪問者」（88SR、98、X1turbo、88VA）
アモルファス制作、ソフトベンダーTAKERU / ブラザー工業より発売。初の日本ファルコム以外による追加シナリオ。
宇宙から落下した隕石を主軸としたシナリオ。全4本+特殊アイテム販売店（シナリオ扱い）1本。
4本目として収録予定だったシナリオ「レムルの館」に設計段階で致命的なバグが発見され、発売までに修正できる見通しが立たなくなったため、代替として急遽特殊アイテム販売店シナリオ「魔法のアイテム屋WIZ」が作られた。没になった「レムルの館」のシナリオ設計書は「ALL ABOUT SORCERIAN」に掲載されている。
Gilgamesh SORCERIAN（88SR、98、X1turbo、88VA）
クエイザーソフト制作、ソフトベンダーTAKERU / ブラザー工業より発売。
古代種族の謎を解き明かすシナリオ。全5本。
Selected SORCERIAN シリーズ1 - 5（88SR、98、X1turbo、88VA）
アモルファス制作、ソフトベンダーTAKERU / ブラザー工業より発売。
一般公募による「コンプティークシナリオコンテスト」（審査員は荒俣宏、谷山浩子、黒田幸弘ら）受賞作を製品化。ソフト5本に各々シナリオ2本が収録され、全10本。イラストやお便り紹介などのおまけコーナーを収録した「マガジンディスク」が各巻に付録（98版と88VA版はディスク1枚にシナリオとマガジンを同時収録）。
| タイトル               | 88SR版         | 98版           | X1turbo版      | 88VA版         | MSX2版         |
| ---------------------- | -------------- | -------------- | -------------- | -------------- | -------------- |
| 追加シナリオVol.1      | 1988年7月29日  | 1988年7月22日  | 1988年7月29日  | 1988年7月29日  | -              |
| Utillity VOL.1         | 1988年7月29日  | 1988年7月22日  | 1988年7月29日  | 1988年7月29日  | -              |
| 戦国ソーサリアン       | 1988年10月21日 | 1988年10月21日 | 1988年10月21日 | 1988年10月21日 | 1991年12月10日 |
| ピラミッドソーサリアン | 1988年12月23日 | 1988年12月23日 | 1988年12月23日 | 1988年12月23日 | 1992年4月20日  |
| 宇宙からの訪問者       | 1989年7月21日  | 1989年6月8日   | 1989年8月25日  | 1989年8月9日   | -              |
| Gilgamesh SORCERIAN    | 1990年2月20日  | 1990年2月9日   | 1990年10月16日 | 1990年10月16日 | -              |
| Selected SORCERIAN 1   | 1989年12月8日  | 1989年12月8日  | 1989年12月8日  | 1989年12月8日  | -              |
| Selected SORCERIAN 2   | 1990年2月8日   | 1990年1月30日  | 1990年2月10日  | 1990年2月10日  | -              |
| Selected SORCERIAN 3   | 1990年4月28日  | 1990年4月12日  | 1990年5月11日  | 1990年5月11日  | -              |
| Selected SORCERIAN 4   | 1990年6月1日   | 1990年5月24日  | 1990年6月13日  | 1990年6月13日  | -              |
| Selected SORCERIAN 5   | 1990年7月26日  | 1990年7月13日  | 1990年7月31日  | 1990年7月26日  | -              |

## 派生作品

### コミック版
月刊コミックコンプに連載されたソーサリアンシリーズは以下の通り。いずれも後述のドラゴンコミックスで単行本化されている。
- 天の神々たち（作者：真鍋譲治）
- 氷の洞窟（作者：河本ひろし）
- 呪われたクィーンマリー号（作者：吉富昭仁）

#### ドラゴンコミックス ソーサリアンシリーズ
角川書店より発行。全12巻。背表紙を巻数順に並べるとドラゴンの絵が浮かび上がる。
- 失われたタリスマン（作者：吉富昭仁） ISBN 4-04-926006-9
- 紅玉の謎（作者：八雲ひろし） ISBN 4-04-926007-7
- 暗黒の魔道士（作者：羽衣翔） ISBN 4-04-926008-5
- 不老長寿の水（作者：迎夏生） ISBN 4-04-926009-3
- メデューサの首（作者：豊島ゆーさく） ISBN 4-04-926011-5
- 天の神々たち（作者：真鍋譲治） ISBN 4-04-926015-8
- 呪われたオアシス（作者：沢田翔） ISBN 4-04-926016-6
- 盗賊達の塔（作者：久保田真二） ISBN 4-04-926017-4
- 氷の洞窟（作者：河本ひろし） ISBN 4-04-926019-0
- 呪われたクィーンマリー号（作者：吉富昭仁） ISBN 4-04-926020-4
- 戦国ソーサリアン（作者：夢来鳥ねむ） ISBN 4-04-926022-0
- 悪魔に魅いられた花（作者：一本木蛮） ISBN 4-04-926023-9

また、電撃コミックス『イース』（作者：羽衣翔）の7巻に「アマゾンの剣」が収録されている。『イース』の漫画本編にも、羽衣が執筆した「暗黒の魔道士」の主人公であるソーサリアン一行がゲストキャラとして登場しており、「暗黒の魔道士」の後日譚が「イース」、「イース」の後日譚が「アマゾンの剣」、という位置付けになっている。

#### ドラゴンコミックス 新ソーサリアンシリーズ
角川書店より発行。このシリーズよりファルコムシナリオ以外のシナリオも扱っている。
- 血ぬられた王家の秘宝（作者：高長歩） ISBN 4-04-926026-3
- チャイニーズ・メディスン（作者：佐治二郎） ISBN 4-04-926027-1
- 愛と哀しみのバンパイア（作者：MEIMU） ISBN 4-04-926035-2

以下の作品も発売が予定されていたが、メディアワークスが独立する際の騒動でお蔵入りになってしまった。
- マリオネットの館（作者：河本ひろし）
- 復讐の黒き勇者（作者：出光秀匡）

### 小説版
- ソーサリアン創世記（作者：松枝蔵人）ISBN 4-04-460309-X

角川書店より発行。レーベルは角川スニーカー文庫。ドラゴンコミックス ソーサリアンシリーズの巻末に掲載されていた小説をまとめたもの。全19章で13章以降は書き下ろし。

### ソーサリアン・レジェンド
2005年にアーケードゲーム版として以下のアレンジが施された『ソーサリアン・レジェンド』がアルゼにより発表された。
- インターネット通信によるネットワーク協力プレイ
- 別途発売されるパソコン用バージョンとの連携

画面構成やゲームシステムがまったくの別物であり、基本的な舞台設定と各シナリオの内容以外の共通点はない。
本作は、かなり開発の進んだバージョンが2005年のアミューズメントマシンショーに一度だけ出展された。しかし、その後の音沙汰は一切なく、このまま2007年にアルゼがゲーム事業から完全撤退したため、事実上のお蔵入りとなっている（アルゼは2002 - 2003年頃から複数のアーケードゲームの開発を積極的に進めていたが、その全てがほぼ完成されていたにもかかわらず、大半は一般稼働されないままお蔵入りになり、そのほかも限られたごく一部の店舗のみにしか入荷していない。本作はそのうちのひとつである）。

### ソーサリアンオンライン
2005年4月に日本ファルコムのオンラインゲーム第2弾タイトルとしてMMORPG『ソーサリアンオンライン』を開始すると発表した。日本ファルコムがライセンス提供を行い、開発・運営を電遊社が担当している。運営形態は登録、プレイともに基本料金無料とし、アイテム課金制である。
当初は2005年中に正式サービスを開始するとアナウンスしていたが、スケジュールが延期され、2006年5月に公式サイトを開設、同月より第一次クローズドβテスターの募集を開始し、翌6月上旬にテストを終了した。公式サイト開設時には同年7月上旬より正式サービスを開始する予定であるとしていたが、開発スケジュールの遅れから、再度延期されることとなった。9月15日から20日の期間で第二次クローズドβテストを行い、10月末に正式サービスを開始するとアナウンスしたものの、またもや延期となった（この間に運営がエキサイトから電遊社に移管された）。2006年11月16日17時に、正式にサービスを開始した。その後サービスを続けていたが、2011年2月ゲームの更新終了が発表され、2012年6月30日をもってサービス終了することが2012年3月1日に発表された。